# 諸葛誕
諸葛誕（？—258年4月10日），字公休，琅邪郡阳都县（今山东省临沂市沂南县）人，三國時曹魏後期的重要將領，官至征東大將軍，諸葛豐之後，諸葛亮和諸葛瑾的族弟，是青龍年間中原名士“四聰八達三豫”中“四聰”之一，與夏侯玄、鄧颺等人並列；後於壽春發動叛亂，兵敗被殺。

## 生平

### 浮華一生
諸葛誕曾任尚書郎、滎陽縣令、吏部郎、御史中丞尚書等職，並與散騎侍郎夏侯玄等人交好。後因魏明帝曹叡厭惡夏侯玄和諸葛誕等人沽名釣譽、追求浮華，在董昭的諫言下免去兩人官職。明帝死後，曹芳繼位，並由大將軍曹爽輔政專權，曹爽任用夏侯玄等人，復職諸葛誕，並出任揚州刺史，加昭武將軍。

### 王凌之乱
嘉平元年（249年），太傅司马懿发动高平陵之变，诛杀曹爽。
嘉平三年（251年），太尉王淩計劃起兵推翻司馬懿，並另立曹彪為帝；事情被兗州刺史黃華揭發後，司馬懿領兵镇压，並任命諸葛誕為鎮東將軍，假節都督揚州諸軍事，封山陽亭侯。

### 東興之戰
嘉平四年（252年），諸葛誕判斷東吳新築東興大隄、修築兩城並留兵戍守，認為是即將入侵魏國的行為，於是提議分兵三路攻吳：由王昶進逼江陵、毌丘儉進攻武昌，以牽制上游吳軍；再以精兵直攻東興二城。當時王昶、毌丘儉及胡遵都獻計伐吳，因諸將的戰略皆不同，司馬師最終決定由征南將軍王昶進攻南郡；鎮南將軍毌丘儉進攻武昌；鎮東將軍諸葛誕、征東將軍胡遵率軍七萬進攻東興，作浮橋渡水，攻打兩城。但由於城池位處高處，一時無法攻下，東吳太傅諸葛恪得知東興告急，親率四萬軍日夜兼程馳援東興。
當時天降大雪，胡遵等人正在聚會飲酒，魏軍輕於戒備，留贊率部輕裝突襲魏軍前部營壘，呂據和丁奉等部也相繼趕到。魏軍驚恐潰逃、爭渡浮橋，橋因超載而斷，落水及自相踐踏而死者達數萬人，魏軍前部督韓綜和樂安太守桓嘉先後溺死。毌丘儉、王昶等以東興兵敗，燒營退走，此役為諸葛恪所擊敗。東興之敗後，司馬師將所有責任歸咎于自己，并説：「我不聽公休，以至於此。此我過也，諸將何罪？」最后，司馬昭因為是監軍所以被降職，諸葛誕和毌丘儉等將都被降職，但只不過是防區對調，從鎮東將軍轉為鎮南將軍罷了。

### 毌丘儉文欽之亂
正元二年，毌丘儉與文欽在壽春叛亂，並派使者聯絡諸葛誕，要他招引豫州士民。諸葛誕斬殺其使者，並向全國宣佈二人叛亂。司馬師討伐毌丘儉時，諸葛誕亦率兵前往壽春。及後文欽兵敗，毌丘儉棄守逃亡，諸葛誕率先率兵進佔叛軍的據點壽春，穩定戰局。諸葛誕因為長期在淮南駐守，於是被任命為鎮東大將軍，儀同三司，都督揚州。此時東吳丞相孫峻率領呂據和留贊支援毌丘儉，知道毌丘儉和文欽兵敗和壽春被佔後撤退，諸葛誕於是派部將蔣班追擊東吳軍，斬殺留贊。戰後諸葛誕獲封高平侯，邑三千五百戶，轉任征東大將軍。

### 諸葛誕之亂
諸葛誕見好友鄧颺、夏侯玄等先後被誅殺，而王淩和毌丘儉亦被夷滅三族，心中十分不安，於是在當地收買人心，又蓄養數千死士自保。甘露元年（256年），諸葛誕以東吳有意進攻為由，向朝廷要求增兵十萬和沿淮河築城抵禦。同時，賈充從壽春回來，知道諸葛誕不會支持司馬氏，而且諸葛誕很得淮南民心；為免司馬氏奪權時諸葛誕領兵反抗，建議司馬昭徵召他入朝，儘管認定他必定不會應命，但此舉對司馬氏的影響程度相對較低，司馬昭聽從。
甘露二年（257年），下詔升諸葛誕為司空，並入朝任職。諸葛誕接得詔命後十分害怕，於是發動叛變，徵集淮南將士和一年糧食據守壽春，又殺揚州刺史樂綝，派长史吳綱領兒子諸葛靚和牙門子弟到東吳請求援兵。曹髦親征至項縣，司馬昭則率軍征伐諸葛誕，並派王基與安東將軍陳騫領兵圍困壽春；同時東吳對此大喜，以诸葛诞为左都护、假节、大司徒、骠骑将军、青州牧、寿春侯，并派文欽與全懌、全端、唐咨和王祚等領兵救援。诸葛诞因已经联吴，无需再防御魏吴边境的合肥要塞而将其守军撤走，故吴军可以畅通无阻地通过合肥，并趁王基包圍圈未完成而領兵進入壽春城。诸葛诞也一度击败司马昭的弟弟东中郎将广阳乡侯司马亮，导致其免官。但隨著外圍由東吳方面朱異率領的援兵兩度被石苞和胡烈等擊退，孫綝以军法为由处决朱异并退回建業，而壽春則被重重包圍，文欽等多次試圖突圍亦失敗。
在司馬昭圍困壽春的時候，諸葛誕就哈哈大笑。因為壽春一帶每年都會下大雨，一下雨淮河就要漲水，一直淹到壽春城下。所以諸葛誕看見司馬昭在城下紮營非常高興，他說：“是固不攻而自敗也。”可讓他沒想到的是，自從司馬昭紮營開始，就一滴雨都沒下，是少有的大旱。等到城破，魏軍進入壽春，當天就下了一場暴雨，把城外魏軍的大營都給淹了。蔣班和焦彝於是勸諸葛誕不要再等東吳援兵，率全軍攻向一方突圍，但諸葛誕不聽，更意圖要斬殺二人，於是二人出城投降。不久，司馬昭聽從鍾會的計謀，令全懌和全端等人率數千兵出降，壽春守軍因而震驚恐懼。

### 兵败死节
次年正月，城中糧食漸漸枯竭，諸葛誕、文欽和唐咨於是拼命突圍，但傷亡慘重，被逼撤回城內。諸葛誕更因為與文欽以往的嫌隙，以及不苟同文欽建議盡釋北方人以節省糧食的分歧，進而殺死文欽，令其子文鴦和文虎向曹魏投降。司馬昭納降二人，更封為關內侯，並以二人降後的待遇瓦解壽春軍民反抗之心，最終於二月成功攻克壽春，諸葛誕率領數騎逃出壽春，被大將軍司馬胡奮手下士兵殺死并誅滅三族。諸葛誕麾下亲兵數百人被俘，堅決不降，更說：「為諸葛公死，不恨。」行刑時排成一列，每斬殺一人便招降下一人，直到最後始終無人投降。
孙綝原本命弟弟孙恩代替朱异援救诸葛诞，但在孙恩得知诸葛诞已经败亡，便引兵返回。

## 軼事
諸葛誕擔任尚書郎時期，與尚書僕射杜畿為魏文帝曹丕製作樓船，兩人在陶河試航時遇上大風沉沒，當時虎賁以小船拯救諸葛誕，諸葛誕呼籲虎賁先去救杜畿。之後杜畿淹死；反而諸葛誕昏去，飄至海岸後甦醒。

## 家屬

### 祖先
- 諸葛豐，西漢時官員，官至司隸校尉，以剛直著稱。

### 堂兄弟
- 諸葛瑾，為東吳大臣，官至大將軍。
- 諸葛亮，為蜀漢丞相，歷史著名政治家。
- 諸葛均，為蜀漢官吏，官至長水校尉。

### 子
- 諸葛靚，字仲思，於曹魏任職，諸葛誕叛亂時，被送至東吳當人質。
- 諸葛氏，諸葛誕長女，嫁與琅琊武王司馬伷，生琅琊恭王司马觐、武陵王司马澹、东安王司马繇。西晋301—304年间卒。
- 諸葛氏，諸葛誕次女，嫁與太尉王凌之子王廣，後因王凌受罪牽連，與丈夫同被誅殺。時人稱其不改諸葛家風。

### 孫
- 諸葛頤，字道回，諸葛靚長子，弱冠知名，官至太常。
- 諸葛恢，字道明，諸葛靚次子，在東晉官至尚書令，死後追贈左光祿大夫開府。

## 評價
- 《三國志》評曰：「王淩風節格尚，毌丘儉才識拔幹，諸葛誕嚴毅威重，鍾會精練策數，咸以顯名，致茲榮任，而皆心大志迂，不慮禍難，變如發機，宗族塗地，豈不謬惑邪!」
- 《世語》：「是時，當世俊士散騎常侍夏侯玄、尚書諸葛誕、鄧颺之徒，共相題表，以玄、疇四人為四聰，誕、備八人為八達，中書監劉放子熙、孫資子密、吏部尚書衛臻子烈三人，咸不及比，以父居勢位，容之為三豫，凡十五人。帝以構長浮華，皆免官廢錮。」
- 《魏書》：誕賞賜過度。有犯死者，虧制以活之。
- 干寶《晉紀》：時人比之田橫。
- 《世說新語》：「諸葛瑾弟亮，及從弟誕，並有盛名，各在一國。於時以為『蜀得其龍，吳得其虎，魏得其狗』。誕在魏與夏侯玄齊名；瑾在吳，吳朝服其弘量。」（余嘉錫《箋疏》曰：狗意指「功狗」，意指有功的戰將，諸葛誕在魏與夏侯玄齊名，狗意並不是諷刺或是認為諸葛誕不如兩位堂兄。[8]）
- 《钦定胜朝殉节诸臣录》：郑樵谓晋史党晋而不有魏，凡忠于魏者，目为叛臣，王凌、诸葛诞、毌丘俭之徒，抱屈黄壤。
- 《三國演義》載詩贊曰：「忠臣矢志不偷生，諸葛公休帳下兵，《薤露》歌聲應未斷，遺蹤直欲繼田橫！」
- 柳成龍：「孔明兄弟分事三國，時人以爲漢得龍、吳得虎、魏得狗，譏誕無成。然觀誕之爲人，亦過人遠，當司馬氏專國，毋丘儉、王陵等相繼族滅，魏之諸臣俛首奔走，不敢出一氣，誕獨慷慨，不顧滅門夷族之禍，擧義討賊，事雖無成，其義可嘉。况誕旣死，其從者數百人，拱手就列不降，每斬一人，降其次者，終不從，以至於盡。田橫以後，僅見此人，其忠義之節，素結於人心者如此，是豈尋常人所能及乎。然則以誕爲狗者，必當時附司馬氏者爲之，不足爲定論也。然誕未免有失，智者作事，不先期而敗事，不後時而失幾。誕旣有討賊之心，則當與毋丘儉同起，時司馬師病篤，二人合力，事或可成。乃撫幾不發，儉已死，昭勢益盛，然後欲孤起建事，其敗也宜矣。」（『西厓集』 別集，卷4，雜著，諸葛誕）
- 成海應：「諸葛誕在廣陵爲魏起兵，雖敗死，不徒食人之祿，可謂忠貞之士也。然司馬氏之潛謀魏室，自懿而始，非徒昭也。苟欲爲魏而効忠，何不如王凌之圖魏。而迨毋邱儉之稱兵也，又斬其使也，計其擧衆者自危故也，非專爲魏室也。然當昭專政，魏朝之人，皆傾身事之，獨公休能爲魏室倡，而亦能以身殉之，故麾下數百人，坐不降見斬，皆曰爲諸葛公死不恨，亦感其義也。」（『硏經齋全集續集』10冊，史論，諸葛誕）
- 卢弼：当时勤王诸将，惟文钦父子，粗猛武夫，反复无常，彦云、仲恭皆为儒将，懋著功勋，事之成否，岂可概论？公休谋定后动，子上至督中外诸军二十六万众临淮讨之，倾全国之力，挟两宫以行，用兵十月之久，侭乃克之。公休力竭智穷，而麾下壮士数百人拱手为列，无一降者，田横得士，何以加兹！此皆魏之忠臣义士，承祚合为一传，有微旨焉。君子平情论事，不能以成败相绳，不佞考订事实，不为空论，偶因姜氏之说，特发其凡于此。
- 郝经：王凌之欲废僣孽，立宗子，澄汰王室，大臣之节也。议者谓凌于齐王君臣分定，并俭诞等为淮南三叛。此晋之臣子尊晋之志也，凌欲废而诛之，师遂废之，昭又杀之而无为诛之。则淩知所废而非叛也，俭诞继起声罪致讨。闻雒中禅代之语，投袂致死，有古义士之风。夫岂叛乎哉？诞之得士，至麾下数百人拱手待斩以尽，不为司马氏屈，义烈挺然，未之前闻也。

## 藝術形象

### 遊戲
- 真三國無雙系列/無雙OROCHI系列（光榮公司開發，桐本琢也配音）

### 三國演義
《三國演義》話說諸葛誕忠于曹魏，於壽春起兵讨伐司马昭，兵敗被殺。

## 延伸阅读
[在维基数据编辑]
 《三國志/卷28》，出自陳壽《三國志》
 在维基共享资源阅览影像
| 前任： 盧毓 | 曹魏司空 257年 | 繼任： 王昶 |